# Konventionelles Kraftwerk

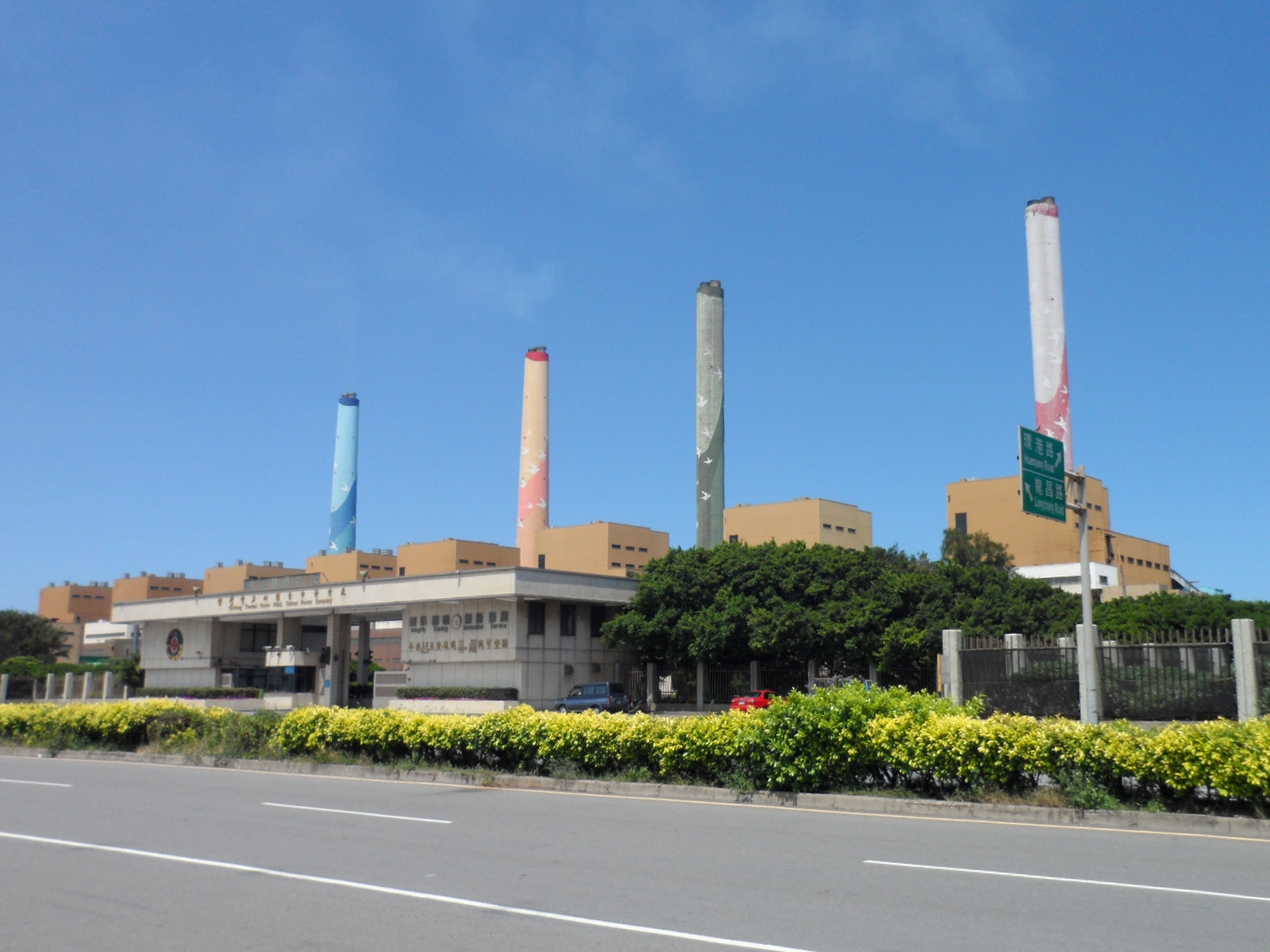
Konventionelles Kraftwerk

Als konventionelle Kraftwerke werden Kraftwerke bezeichnet, die „konventionelle“, also herkömmliche/hergebrachte Energieträger und Technologien einsetzen. Obwohl der Begriff nicht fest definiert ist, sind hiermit tendenziell Großkraftwerke gemeint, im Unterschied zu kleineren, dezentralen Kraftwerken.
- Allgemein als konventionell gelten fossile Kraftwerke (Kohle-, Öl- und Gaskraftwerke).
- Aus Sicht der erneuerbaren Energie werden auch Kernkraftwerke zu den konventionellen gezählt, aus Sicht der Kerntechnik jedoch nicht.
- Grenzfälle aus Sicht der Erneuerbaren Energien sind große Wasserkraftwerke; obwohl diese erneuerbare Energie nutzen, werden sie häufig zu den konventionellen gezählt, da die Technologie sehr alt und die Anlagen sehr groß sind.
- Ein Konventionelles Kraftwerk als Oberbegriff für jedes nicht-nukleare Kraftwerk.[1]
- Eine weitere Definition bezeichnet derartige Kraftwerke als „konventionell“, welche den üblichen Bauschemen für diese Kraftwerksgattung entsprechen. Nach dieser Definition ist ein Windkraftwerk mit drei Rotorblättern und horizontaler Achse ein konventionelles Windkraftwerk und ein Druckwasserreaktor ein konventionelles Kernkraftwerk.
- Konventionelles Kraftwerk kann ein thermisches Kraftwerk ohne Wärmeauskopplung meinen, steht also im Gegensatz zum Heizkraftwerk.